# Harold Berman
Pour les articles homonymes, voir Berman.
Harold J. Berman (13 février 1918 - 13 novembre 2007) est un juriste américain, historien du droit et spécialiste du droit soviétique. Il écrivit aussi beaucoup sur la religion. Il a été professeur à la Faculté de droit de Harvard et d'Emory, où il devint en 1985 le premier Robert W. Woodruff Professor (en).
Berman travailla comme cryptographe pendant la Seconde Guerre mondiale.